# 藤原信長
藤原 信長（ふじわら の のぶなが）は、平安時代中期から後期にかけての公卿。関白太政大臣・藤原教通の三男。官位は従一位・太政大臣。九条太政大臣と号す。

## 生涯

### 生い立ち
治安2年（1022年）、当時内大臣であった教通の三男として生まれる。同母兄の信家は教通の兄・頼通の養子、通基は教通の父・道長の養子となった。これは、まだ内大臣であった教通の子息として貴族としてのキャリアを出発するよりも、摂関の地位にあった道長・頼通の養子となったほうが官位昇進に有利だったためと考えられる。現に初叙の際に、現職の関白頼通の養子信家は正五位下、既に死去していた道長の養子通基は従五位上、信長は従五位下という差がつけられている。その後の昇進も信家・通基のほうが信長よりも迅速であった。
しかし、信家（康平4年〈1061年〉没）・通基（長久元年〈1041年〉没）ともに実子のないまま教通に先だって没したことから、信長は三男ながら教通の後継者となった。

### 関白職をめぐる争い
治暦4年（1068年）4月、道長が生前に定めておいた方針に基づいて、父教通は頼通から関白職を譲られて73歳にして就任したものの教通の関白職は本人一代限りとされ、教通の跡は頼通の息子が継ぐことになっていた。
関白職を獲得するまでの教通の忍従、特に頼通に対して従順であることは、ほとんど卑屈の域に達するものだった。頼通が太政大臣に昇進したことの祝賀に際して、左大臣教通は頼通にひざまずいて礼をしたという。これを聞きつけた異母兄能信が「大臣ともあろう者がひざまずいて礼をするなど聞いたこともない」と批判した。これに対し教通は「自分は道長から「頼通を父と思え」と言われたのだ。父に対する礼儀としてひざまずいて礼をするのは当たり前のことだ。能信は道長からそんなことを言われたことはないだろう」と、死ぬまで権大納言どまりで関白など望むべくもなかった能信を逆に皮肉ったという。ところがいったん関白に就任すると、教通はこれを自身の子である信長に譲ることを考え始める。教通は頼通が健在でいる間はたびたび関白の辞表を出したり、兼任していた左大臣を辞して頼通の嗣子師実に譲ったりして、頼通を油断させていたが、実はこれも、自分のあとに師実が左大臣となれば、師実の義兄（頼通の養子）で内大臣の源師房が右大臣となり、空いた内大臣には首席の大納言の信長が昇進できるという読みがあってのことだった。いよいよ死期が近づいた頼通から関白を師実に譲るよう求められると、教通は天皇の裁可が必要だとしてこれを拒んだ。裁可を求められた後三条天皇も教通の留任を支持し、頼通は師実の関白就任を見届けることなく、延久6年（1074年）2月、失意のうちに83歳で死去した。
内大臣の信長には関白になる資格は充分にあった。教通が頼通の死後すぐに信長に関白を譲らなかったのは、姉の上東門院彰子が87歳にしてなお健在であり、道長の遺言の生き証人としてにらみをきかせていたためである。しかし彼女も同年10月に死去し、教通から信長への関白職継承を妨げるものはなくなったかに見えた。
しかし、さらに進んで師実を完全に失脚させるためには、教通にも時間が不足していた。翌承保2年（1075年）9月に教通も80歳で死去してしまうのである。信長は、教通の死去を公表せず時間稼ぎを図ったが、ときの白河天皇は教通の死の翌日にはあっさりと師実に内覧の宣旨を下してしまった。信長が内大臣だったのに対し師実は左大臣だったので、これはごく自然なことだった。また白河は師実の養女・中宮賢子を深く愛していたので、この点でも信長は不利であった。10月には信長は公式に教通の死を天皇に報告し、教通が管理していた氏長者の印などを師実に引き渡さざるを得なくなった。これを受けて師実は正式に関白となった。
同年12月信長は右近衛大将に任じられ、そのお礼言上の参内などは行っているが、やがて太政官に出仕しなくなった。師実が関白となったことが不満だったのである。教通の死後、太政官は、左大臣が師実、右大臣が師房、内大臣が信長、その下に権大納言が5名在任するという構成になっていたが、師房が承保4年（1077年）12月に70歳で死去するとその後任は補充されなかった。出仕していない信長を昇進させるわけにはいかず、一方、5名の権大納言のなかから信長の頭越しに新しく大臣を任命することは、信長に対する重大な侮辱であり、とてもできることではなかった。
大臣が事実上一人しかいない上に関白との兼任のため公卿会議を先導できない、という異常な事態はこのあと丸2年以上続く。白河天皇も関白師実も、ストライキを続ける信長をどうすることもできなかったのである。この信長の行動の背後には、天皇・師実に不満をいだく貴族たちの一定の支持があったものと考えられている。しかし承暦4年（1080年）8月にいたって、業を煮やした天皇と師実はついに動くことになった。本人の意向を無視するかたちで信長を内大臣から太政大臣に昇進させたのである。当時の太政大臣はすでに摂政・関白にその権限を吸収されていただけでなく、左大臣以下の大臣のように実務に関わることも完全になくなった名誉職だった。表向きは昇進であるが、事実上の棚上げ人事であった。兼任していた右近衛大将も、太政大臣が他の官職を兼ねることはありえないことから自動的に解任となり、権大納言源顕房が改めて任命された。
同時に、首席の権大納言だった藤原俊家が右大臣に、次席の権大納言藤原能長が内大臣に進み、停滞していた人事は玉突き状に一掃された。このとき、首席の権中納言だった藤原祐家は権中納言から中納言に進んだものの権大納言にはなれず、権中納言としては席次が下の藤原実季（白河天皇の伯父）・藤原師通（師実の息子）が祐家を超えて権大納言になった。祐家はこれを不満として出仕しなくなり、祐家の兄の大納言忠家もまた出仕をやめた。信長と親しい関係にあった忠家・祐家のストライキは、ある意味ではこのときの人事に対する反発・抵抗と言えるが、これに続く信長支持の動きはなかった。これを見た天皇・師実はさらに次の手を打ち、同年10月、師実に一座の宣旨を下して、太政大臣信長の上席とした。信長の完全な敗北である。
その後の14年間、信長は位人臣を極めながらも事実上の隠退生活を送った。晩年には師実の後継者の師通が信長の養女の信子（藤原経輔の娘）を妻として迎え、師実自身も信長が造営した九条堂を訪れるなど両者間での対立に一応の終止符が打たれたことが窺える。寛治8年（1094年）、出家したのち病気により薨去。享年73。信長の子孫から公卿の地位に昇ることのできた者は一人も出なかった。
なお、師通は信子と結婚した際もとの妻である藤原俊家の娘全子と離婚している。師通が若くして亡くなったあと、跡を継いだのは全子の産んだ息子の忠実であった。忠実は、義母である信子を扶養することを拒み、そのため彼女は「乞食」と揶揄されるほどの経済的困窮に陥ったという。

## 官歴
- 長元5年（1032年）【11歳】 11月26日：兄通基と同時に元服し、同日従五位下に叙す。
- 長元6年（1033年）【12歳】 1月5日：従五位上に叙す。1月10日：昇殿を聴される。10月23日：侍従に任ず。
- 長元8年（1035年）【14歳】 1月30日：左兵衛佐に任ず。
- 長元9年（1036年）【15歳】 1月6日：正五位下に叙す。4月17日：蔵人に補せられる。7月10日：従四位下に叙す。12月22日：侍従に任ず。
- 長暦2年（1038年）【17歳】 1月5日：従四位上に叙す。1月19日：備中介を兼ねる。
- 長暦3年（1039年）【18歳】 1月26日：右近衛権中将に任ず。12月16日：蔵人頭に補せられる。
- 長暦4年（1040年）【19歳】 1月6日：従四位上に叙す。
- 長久2年（1041年）【20歳】 12月19日：従三位に叙す。右近衛権中将元の如し。
- 長久3年（1042年）【21歳】 9月21日：正三位に叙す。
- 長久4年（1043年）【22歳】 3月16日：権中納言に任ず。右近衛権中将を辞す。9月19日：侍従を兼ねる。
- 寛徳2年（1045年）【24歳】 4月28日：従二位に叙す。
- 永承元年（1046年）【25歳】 10月18日：正二位に叙す。
- 天喜3年（1055年）【34歳】 2月2日：左衛門督を兼ねる。侍従を辞す。
- 康平4年（1061年）【40歳】 12月8日：権大納言に任ず。左衛門督を辞す。
- 康平5年（1062年）【41歳】 1月7日：参内の際に帯剣することを許される（左衛門督辞退で武官ではなく文官となったため）。
- 康平8年（1065年）【44歳】 6月3日：大納言に任ず。
- 治暦4年（1068年）【47歳】 4月17日：皇后宮大夫を兼ねる（ときの皇后宮は信長の同母姉藤原歓子）。
- 延久元年（1069年）【48歳】 8月22日：内大臣に任ず。日付不詳[注釈 2]：皇后宮大夫を辞す。
- 承保2年（1075年）【54歳】 9月25日：服喪（父・教通の死去）のため内大臣を辞す。12月14日：服喪を解除され内大臣に復帰。12月15日：右近衛大将に任ず。
- 承暦4年（1080年）【59歳】 8月14日：太政大臣に任ず。右近衛大将を辞す。
- 寛治2年（1088年）【67歳】 11月17日：従一位に叙す。11月20日：太政大臣を辞す。
- 寛治8年（1094年）【73歳】 9月3日：出家、死去。

## 系譜
- 父：藤原教通
- 母：藤原公任の娘
- 妻：藤原定頼の娘
- 妻：藤原長家の娘
- 妻：藤原公能[注釈 3]の娘
- 妻：源資家の娘
  - 男子：澄仁 - 法眼
- 養子
  - 男子：藤原兼実 - 右馬頭、実は藤原基貞の子
  - 男子：藤原知房 - 美濃守、民部少輔、実は源良宗の子
  - 女子：信子 - 実は藤原経輔の娘、藤原師通の妻